# Hotel Pontchartrain
El Hotel Pontchartrain, informalmente conocido como The Pontch, fue un hotel rascacielos situado en Detroit, la ciudad más poblada de Míchigan (Estados Unidos). Fue diseñado por George D. Mason y construido en 1907 en la avenida Woodward con el Cadillac Square Park, el costado suroriental del Campus Martius, en el Downtown. Fue demolido en 1920 y en su lugar se contruyó el First National Building.

## Historia
El Pontchartrain debe su nombre al Fort Pontchartrain du Détroit, el sitio donde en 1701 Antoine de la Mothe Cadillac fundó Detroit. En el sitio que ocupó tenía fachadas hacia el Campus Martius y el Cadillac Square Park, y fue ocupado por varios hoteles durante el siglo XIX. El más importante fue el Hotel Russell, que durante décadas fue el centro de la vida social detroitina.
La construcción del Hotel Pontchartrain se anunció en 1905 en el Detroit Free Press. Su arquitecto fue George D. Mason, el autor del Templo Masónico de Detroit, con la asesoría del estudio de arquitectura McKim, Mead & White. En esta obra también participó el entonces joven arquitecto Wirt C. Rowland, el autor de varios rascacielos históricos de Detroit, como el Buhl Building (1925), el Penobscot Building (1928) y el Guardian Building (1929).
El hotel fue inaugurado el 9 de octubre de 1907 ante una gran multitud. En sus inicios el edificio tenía 10 pisos de altura y 298 habitaciones, todas con muebles de caoba, teléfono privado y ventana, y 178 de ellas con baño independiente. En su decoración interior, aportada en buena medida por Tiffany & Co. de Nueva York, se gastaron más de 300 000 dólares (unos 7 millones en la actualidad).
Contaba con un vestíbulo largo y estrecho, recubierto de mármol italiano moteado en blanco y negro, con pilares, pilastras y una escalera monumental. Dentro de sus salones se destacaba el Flamingo, que tenía columnas con capiteles de oro, boiserie de nogal y un mural con pájaros de color rosa brillante contra un cielo dorado.
El bar de su último piso fue un sitio muy frecuentado por el alcalde Oscar B. Marx (el Ayuntamiento se encontraba cruzando la avenida Woodward). También lo visitaban con frecuencia Horace and John Dodge, William Durant, Louis Chevrolet, Henry M. Leland, Henry Ford y otros potentados de la industria automotriz, quienes tomaron muchas decisiones en sus salones.
En 1909 se agregó una adición de 5 pisos también diseñada por Mason, la cual costó 400 000 dólares (unos 9,6 millones en la actualidad). Tres de esos pisos correspondían a una mansarda que le dio un aspecto de estilo Segundo Imperio. La adición incluyó un salón de convenciones de dos pisos en el piso 11 con capacidad para 1000 personas, así como cuatro comedores privados y otras 150 habitaciones.
En 1913 se terminó a pocas cuadras Detroit Athletic Club, que se convirtió en el nuevo centro de reuniones de los magnates de la industria automotriz. Esto significó un golpe demoledor para el Pontchartrain, y se sumó a toda una serie de cambios demográficos y económicos que marcaron profundamente la Detroit de los años 1910. También coincidió con importantes cambios en la industria hotelera, que vio el surgimiento de hoteles como el Statler en 1915 en el área de Grand Circus Park, que tenía 18 pisos y baño privado en cada habitación. Por ese entonces el terreno debajo del hotel valía mucho más que cualquier fortuna que pudiera hacerse con este.
El 25 de marzo de 1919 se anunció que el First and Old Detroit National Bank había comprado el hotel por un precioque oscilaba entre los 4 y los 5 millones de dólares (de 43 a 54 millones en la actualidad). En principio se pensó en utilizar la estructura de 15 pisos para la nueva sede del banco, pero finalmente el Pontchartrain se decidió suprimir toda la estructura. El 31 de enero de 1920 el hotel cerró sus puertas y en marzo del mismo año comenzó su demolición, que duró 90 días.
En el sitio donde estaba el Pontchartrain se construyóp en 1922 el First National Building, diseñado en estilo neoclásico por Albert Kahn.

## Galería

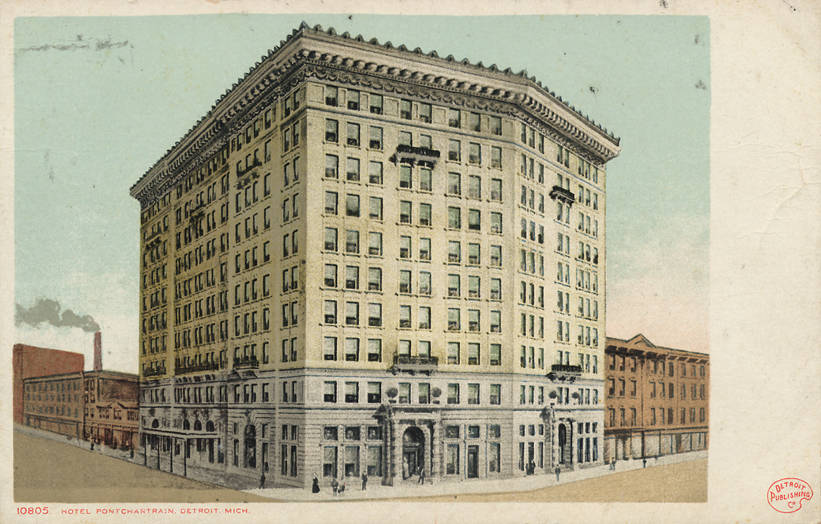
El hotel durante sus primeros años
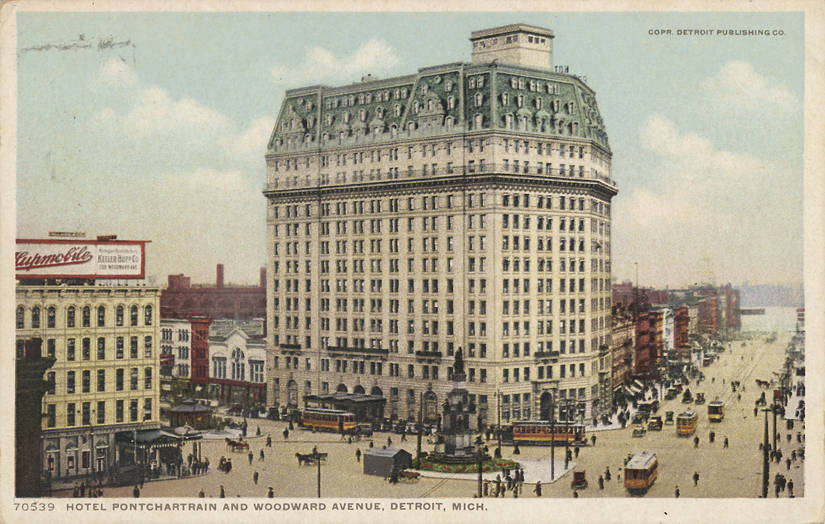
El hotel tras la adición de la mansarda de 1916
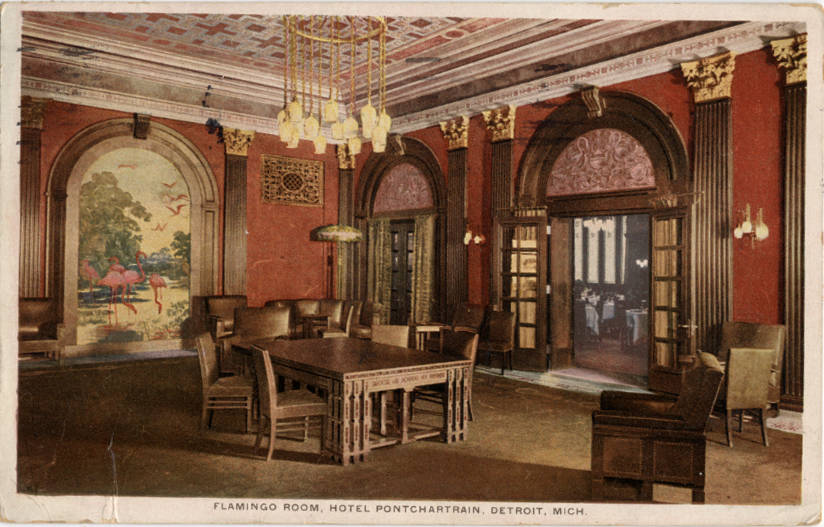
El salón Flamingo con su rica ornamentación